# German (Kokel)
Svatý German (světské jméno: Grigorij Afanasjevič Kokel nebo Kokkel; 23. listopadu 1883, Tarchany – 2. listopadu 1937, Bamlag) byl ruský pravoslavný duchovní Ruské pravoslavné církve, biskup blagověščenský a mučedník.

## Život
Narodil se 23. listopadu 1883 v obci Tarchany v Buinském ujezdu Simbirské gubernie. Byl bratrem ruského malíře Alexeje Afanasjeviče Kokela, který byl studentem Ilji Repina. V raném dětství přišel o rodiče a chodil na zemskou školu.
Roku 1895 se stal učitelem církevní farní školy v obci Batyreva v Buinském ujezdu. Stal se učitelem bez pedagogického vzdělání.
Roku 1898 se stal písařem ve státní správě (Удельное ведомство – Udělnoje vedomstvo). Zde působil do roku 1900.
Dne 12. března 1901 byl přijat jako poslušnik v Simbirském archijerejském domě.
Dne 4. října 1901 složil zkoušku jako psalomščik. Dne 21. dubna 1903 se stal psalomščikem v chrámu Narození Krista v obci Šerauty. Dne 2. srpna přešel do chrámu blahověrného knížete Alexandra Něvského v obci Batyreva. Dne 16. prosince 1903 složil zkoušku v Kazaňském učitelském semináři. Dne 26. ledna 1905 mu bylo uděleno právo nosit stichar.
Dne 9. října 1907 nastoupil do Kazaňských misijních kurzů.
Dne 26. července 1909 byl po absolvování kurzů rukopoložen na jereje. Sloužil v čuvašských vesnicích na jihozápadě Buinského ujezdu a zároveň působil jako misionář. Byl velmi aktivní ve vzdělávací činnosti mezi obyvatelstvem, které bylo ovlivněno Islámem a pohanstvím. V obci Novoje-Čelny Sjurbejevo otevřel školu pro psalomščiky.
Na konci roku 1917 byl zatčen na základě udání místního psalomščika a odsouzen k smrti. Byl propuštěn na cestě na místo popravy ve vesnici Muraty (nyní Komsomolskij, Čuvašská republika) díky úsilí své manželky Iriny, která sbírala podpisy vesničanů a předložila je úřadům.
V zimě roku 1918 mu zemřely na nemoc jeho tři děti a 25. července 1920 i jeho manželka Irina. Zůstal sám se třemi malými dětmi (Alexandra, Arkadij a Sofia). Umístil je do dětského domova v Petrohradě.
Roku 1921 začal studovat na Petrohradském bohosloveckém institutu, který dokončil roku 1924.
Roku 1922 dostal nabídku od Renovacionistů aby se stal biskupem což odmítl.
Na podzim roku 1924 byl skupinou čuvašských kněží nominován na biskupa.
Byl postřižen na monacha se jménem German na počest svatého Germana Kazaňského. Byl zvolen biskupem ibresinským a vikarijním biskupem uljanovské eparchie. Dne 9. prosince 1924 proběhla jeho biskupská chirotonie. Hlavním světitelem byl patriarcha Tichon. Nově jmenovaný biskup dostal požehnání ke správě čuvašských farností, které před vznikem Čuvašské autonomní oblasti byly součástí gubernií Simbirsk i Kazaň.
Dne 17. prosince dorazil do vesnice Ibresi. Postupně navštívil všechny farnosti a nabádal kněze, aby se vrátili do patriarchální církve. Biskup German poslal četné zprávy v ruštině a čuvaštině. Vladyka podle potřeby a různými způsoby obcházel celé Čuvašsko, všechny chrámy, napomínal padlé kněze a vracel je pravoslaví. Chodil 40–50 km denně od farnosti k farnosti, za deště, v rozbředlém sněhu i ve sněhové bouři či byl po kolena ve sněhu. Během několika měsíců se většina pravoslavných Čuvašů vrátila od Renovacionistů k patriarchální církvi.
Renovační arcibiskup Timofej (Zajkov) napsal k Sjednocené státní politické správě (OGPU) výpověď proti biskupu Germanovi, ve kterém vyzval k přijetí rozhodných opatření proti jeho „kontrarevolučním aktivitám“. V obci Chormaly byl biskup German Renovacionisty poražen a stěží unikl smrti.
Byl velmi aktivní a energický. Otevíral monastýry, vzdělával Čuvaše, sám překládal a vydával knihy. V archivech se dochovalo mnoho dopisů, zpráv, výzev k lidu a čuvašských písní, které shromáždil na misijních kurzech.
Dne 12. dubna 1925 podepsal akt o předání nejvyšší církevní moci metropolitu Petru (Poljanskému).
Od jara 1925 byl vyšetřován kvůli obvinění ze „šíření provokativních fám a přivlastňování si správních práv náboženských komunit“. Bylo mu zakázáno opustit Ibresi a jakkoli se podílet na aktivitách farností.
Dne 27. srpna se svolením OGPU ASSR Čuvašska opustil Ibresi a přestěhoval se do města Alatyr. O den později byl zatčen OGPU a odvezen do Uljanovsku.
V listopadu 1925 byl odvezen do věznice v Čeboksarech. Byl propuštěn 30. listopadu se závazkem neopustit Alatyr.
Poté co biskup Vissarion (Zornin) se přidal k Grigoriánskému schizmatu byl biskup German locum tenens patriarchálního trůnu metropolitou Sergijem (Stragorodským) pověřen správou nad uljanovskou eparchií.
Biskup German byl Grigoriány pronásledován a fyzicky napadán. Jednou když navštívil ženský monastýr aby zde sloužil bohoslužbu, byl monaškami kamenován a také ho proklínali. Tyto monašky byly poučeny biskupem Vissarionem. Celý zakrvácený opustil monastýr.
Dne 4. června 1926 byl zvláštním zasedáním OGPU zatčen a odsouzen ke třem letům vyhnanství mimo Čuvašskou ASSR. Podle některých informací byl odsouzen k smrti ale byl omilostněn Michailem Kalininem.
Roku 1926 byl jmenován biskupem bugulminským a vikarijním biskupem samarské eparchie.
Roku 1927 se stal biskupem buguruslanským a vikarijním biskupem orenburské eparchie. Roku 1928 byl poslán na Sibiř.
Roku 1928 byl vyhnán do Tomska a stal se biskupem kuzněckým a vikarijním biskupem tomské eparchie. Současně byl ustanoven dočasným správcem tomské eparchie.
V listopadu 1930 byl ustanoven biskupem omským a pavlodarským. Zde působil až do července 1931 kdy byl jmenován biskupem nikolsko-ussurijským a dočasným správcem primorské a vladivostocké eparchie.
V září 1931 byl ustanoven biskupem barnaulským a současně speavoval bijsko-altajskou eparchii.
V prosinci 1931 byl biskupem barnaulským jmenován Tarasij (Livanov) a biskupu Germanovi byla ponechána správa v Bijsku.
Dne 1. dubna 1932 byl v Bijsku zatčen na základě obvinění z „protisovětských prohlášení“ během kázání a 27. července byl propuštěn.
Dne 2. října 1932 se stal biskupem blagověšcenským.
Dne 11. února 1933 byl zatčen v Chabarovsku a odsouzen k 10 letům vězení. Vězněn byl ve městě Svobodnyj v Amurské oblasti. Zde pracoval jako účetní. Na základě obvinění z kontrarevoluční propagandy byl Trojkou NKVD Amurské oblasti odsouzen k trestu smrti a 2. listopadu 1937 byl zastřelen v jednom z táborů Bamlag.

## Kanonizace
Dne 17. července 2001 byl Svatým synodem Ruské pravoslavné církve zařazen mezi Sbor všech novomučedníků a vyznavačů ruských.
Koncem roku 1912 vyšlo najevo že biskup German byl mezi 36 novomučedníky, kteří byli vyloučeni z obecního církevního kalendáře bez jakéhokoli vysvětlení ze strany oficiálních struktur Ruské pravoslavné církve. O jeho dekanonizaci rozhodnuto nebylo.